# Pesca do bacalhau pelos portugueses
A história da pesca do bacalhau pelos Portugueses (muitas vezes referida por a Faina Maior) é pela primeira vez referenciada em 1353, quando D. Afonso IV e Eduardo III da Inglaterra estabelecem um acordo de pesca para pescadores de Lisboa e do Porto poderem pescar o bacalhau nas costas da Inglaterra por 50 anos. A necessidade de estabelecer um acordo indica que a actividade já se realizava em anos anteriores, e em tal quantidade, que justificava a necessidade de a enquadrar nas relações entre os dois reinos.

## O fim
Em 1967, Fernando Alves Machado, Secretário do Comércio,  aboliu, por portaria, o regime proteccionista do comércio do "bacalhau", que se encontrava em vigor desde meados de trinta, o que determinou o fim da tabela de preços e do condicionamento das importações, sentenciando o fim da cartelização estatal das importações, com sinais de insustentabilidade há muito evidenciados, desmantelando uma das obras de referência do início do Estado Novo, conduzida por Henrique Tenreiro, «patrão das pescas». 